# Calculus of Variations and Partial Differential Equations
Calculus of Variations and Partial Differential Equations ist eine seit 1993 in englischer Sprache erscheinende mathematische Fachzeitschrift, die Forschungsarbeiten über Variationsrechnung und partielle Differentialgleichungen veröffentlicht und die Interaktionen zwischen Analytikern, Geometern und Physikern betonen will.